# Chartreuse de Sélignac
Pour les articles homonymes, voir Sélignac.
L'ancienne chartreuse du Val-Saint-Martin de Sélignac, devenue en 2001 la maison Saint-Bruno, est un ancien monastère de chartreux, située dans le vallon de Sélignac (ou Sélignat), à Simandre-sur-Suran dans le département de l'Ain en France. Elle abrite quelques laïcs vivant selon l'esprit de saint Bruno,  placée sous l'autorité spirituelle du Révérend Père Général de l'ordre des Chartreux.

## Histoire
La chartreuse a abrité des moines chartreux sans interruption depuis sa fondation en 1202 jusqu'en 1792, puis à la fin du XIXe siècle, et de 1929 à 2001.
Sélignac fut fondée sur des terres données en 1202 aux Chartreux par Hugues II de Coligny qui partait en croisade. La première donation, faite à Seillon, dut attendre une dizaine d'années et d'autres donations complémentaires pour être véritablement viable. 
Après un XVe siècle prospère, la réforme protestante tarit le recrutement. Les guerres entre la Savoie ou l'Espagne et la France, aux XVIe et XVIIe siècles, ruinèrent le patrimoine temporel du monastère qui fut reconstruit en grande partie au XVIIIe siècle grâce à une prospérité retrouvée. 
En 1790, la communauté opta pour la vie commune qu'elle poursuivit jusqu'en octobre 1792, lorsqu'ils furent expulsés par les autorités de la République.

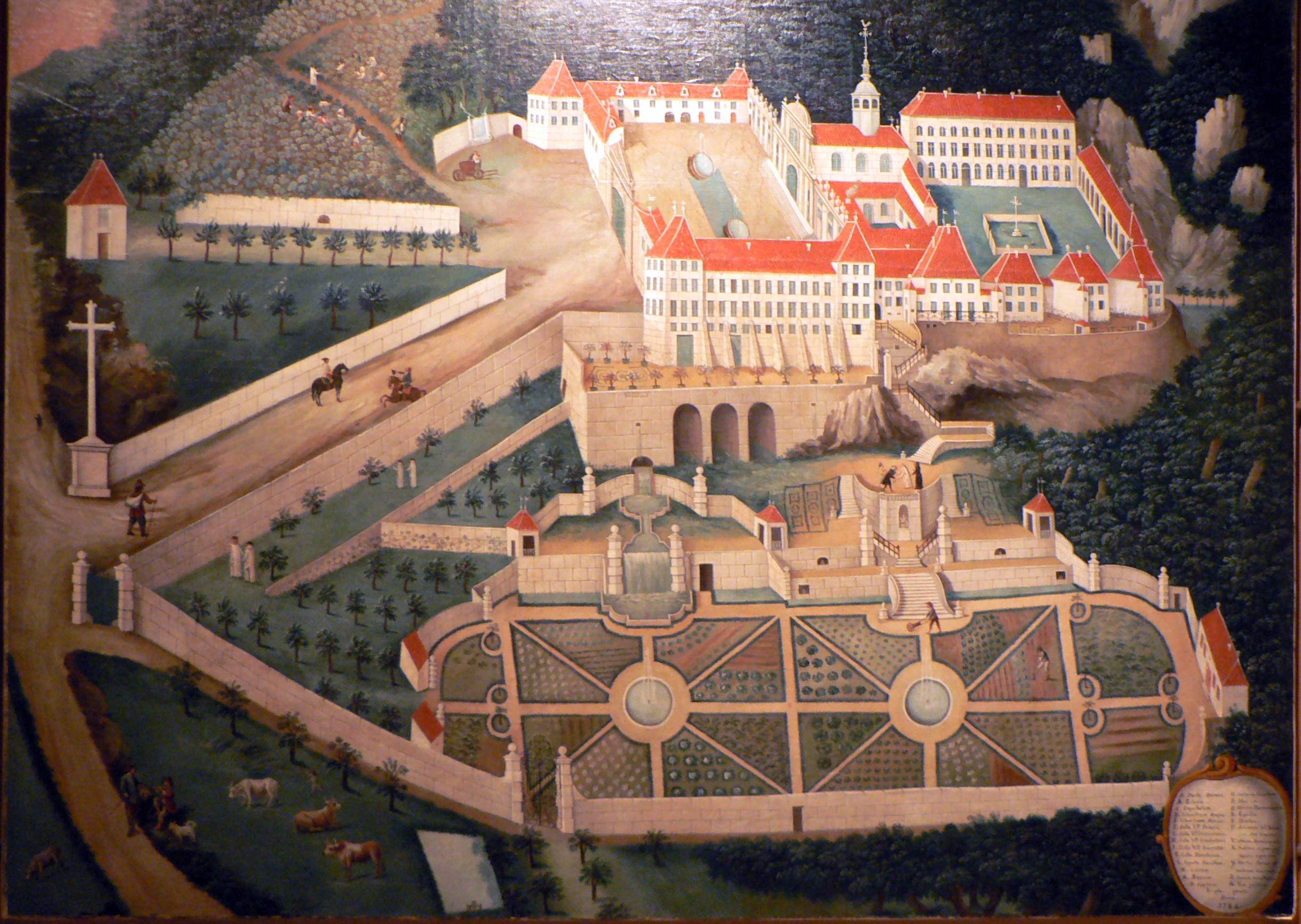
"Carte" (tableau) de la chartreuse de Sélignac, huile sur toile du peintre Raquelli (1784), musée de la Grande Chartreuse.

En 1810, les très belles stalles de l'église furent transférées dans l'église de Treffort. L'église fut restaurée en 1866. En 1869, l'ordre des chartreux racheta la propriété et reconstruisit les lieux réguliers.
En 1901, les lois associatives soumettant les congrégations religieuses à autorisation légale, les chartreux refusèrent de les solliciter. La chartreuse de Sélignac fut mise en vente et les moines  s'exilèrent en Suisse, dans la maison de refuge de Saxon-les-Bains (canton du Valais). La solution était peu satisfaisante et les moines furent répartis dans différentes maisons de l'ordre, principalement la chartreuse de La Valsainte en Suisse, agrandie pour l'occasion, et la chartreuse de Parkminster en Angleterre.
Le bâtiment fut racheté par Joseph Bouillat, commerçant de Lyon, propriétaire du restaurant Émile et négociant en vin, qui en fit un grand hôtel, et engagea d'importants travaux de rénovation. Le Grand Hôtel de Sélignac ferma en 1912, alors que certains associés connaissaient des difficultés financières.[réf. souhaitée]
Dix ans après le départ des moines, le monastère fut acquis par une bienfaitrice, madame Louise Tardy, qui la rendit à l'ordre. En 1928, les chartreux se réinstallèrent à Sélignac. Marcellin Theeuwes, futur prieur général, y entre en 1961 et y vit jusqu'en 1973.
En 1971, la maison contribua à la restauration de la chartreuse de Portes. 
En 2001, le chapitre général de l'Ordre des Chartreux a décidé de fermer la communauté monastique de Sélignac et de mandater pour la remplacer un groupe de laïcs non moines, jouissant d'un statut canonique différent et placé sous l'autorité spirituelle du Révérend Père Général de l'ordre des Chartreux, afin d'y mener une vie de solitude et de prière inspirée de l'exemple de saint Bruno et du modèle monastique cartusien, tout en accueillant des hommes et des femmes qui veulent y faire retraite dans le même esprit. Cet élément d'hospitalité, la présence simultanée d'un groupe stable et d'hôtes temporaires, la dominante laïque de la communauté (la présence d'un prêtre n'est pas constante), l'ouverture à la mixité, constituent des évolutions remarquables tant par rapport à l'histoire de l'ordre cartusien que par rapport à celle du monachisme occidental moderne. 
Cette décision répondait à une double finalité. D'une part, il s'agissait de permettre une expérience religieuse innovante, canoniquement moins contraignante que la vie monastique définie par les statuts de l'ordre et le droit des instituts de vie consacrée. D'autre part, et indirectement, on souhaitait permettre une diversification des lieux de vie cartusienne : l'insuffisance de vocations depuis le milieu du XXe siècle ne permettait pas à l'ordre de conserver toutes les chartreuses en France et de fonder à l'étranger (en Asie et en Amérique latine). Le choix de Sélignac a été fait par défaut et non sans difficultés (on ne pouvait supprimer la Grande Chartreuse ou les chartreuses de Portes et Montrieux plus solitaires que Sélignac).

## Héraldique
| Maison de Coligny | Les armes de la chartreuse de Sélignac se blasonnent ainsi : « De gueules à l'aigle d'argent becquée, membrée et couronnée d'azur », qui, selon la tradition cartusienne est de Coligny, son fondateur. A une époque inconnue : « D'azur semé de fleurs de lis d'or », qui est de France ancien, afin de se placer sous la protection royale. En 1696 : « D'or à un saint Martin de gueules, » (blason de droite). Suivant Bulliat , « Champ d'azur, saint Martin, son cheval et le pauvre gisant à terre au naturel ou d'argent ». | Blason Chartreuse de Sélignac |